# Мінорна масть
Мінорна масть — одна з двох молодших мастей у бриджі: трефа або бубна.
При грі з козиром у мінорній масті кожна взятка понад шосту приносить 20 очок. Для гейму в мінорній масті потрібно замовити й зіграти мінімум на рівні 5 (щонайменше 11 взяток).
Оскільки в мінорних мастях грати не так вигідно, як у мажорних, більшість систем торгівлі використовують мінорні масті для конвенційних кличів.